# Culture en Haute-Savoie
 (avril 2014).
Si vous disposez d'ouvrages ou d'articles de référence ou si vous connaissez des sites web de qualité traitant du thème abordé ici, merci de compléter l'article en donnant les références utiles à sa vérifiabilité et en les liant à la section « Notes et références ».

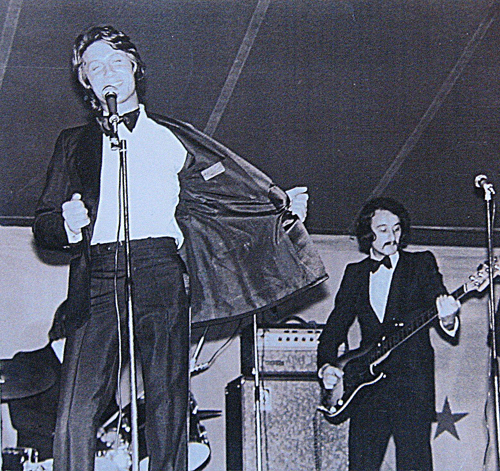
Jacques Dutronc à Annecy en concert, en 1971

L'article culture en Haute-Savoie tente de référencer et de présenter tous les aspects d'ordre culturel présent dans le département français de la Haute-Savoie, situé en région Rhône-Alpes.
Il s'agit de toutes les formes d'art (musique, peinture, théâtre...), de culture tenant à différents types de patrimoine (architectural, gastronomique...) ainsi qu'aux festivités culturelles (festivals et évènements culturels).

## Langues
La Haute-Savoie et la Savoie appartiennent à l'aire linguistique de l'arpitan. On parle parfois localement de patois savoyard ou plus simplement de savoyard.

## Le patrimoine

### Les monuments historiques protégés
Il y a de nombreux monuments protégés en Haute-Savoie : nombreuses églises, cathédrale d’Annecy, chartreuse du Reposoir, abbayes de Sixt-Fer-à-Cheval, d'Aulps, d’Abondance, châteaux d’Allinges, Annecy, Faverges, Clermont en Genevois, Duingt, La Roche-sur-Foron, Menthon-Saint-Bernard, pont suspendu sur la Caille à Cruseilles, fontaine du XIXe siècle à Bonneville, etc.

### Châteaux ouverts au public
Château de Thorens, Château de Menthon-Saint-Bernard, Château de Ripaille, Château de Montrottier, Château de Clermont, château d'Annecy, château d'Avully, Château  de La  Roche-sur-Foron.

### Labels
En Haute-Savoie, Annecy et la vallée d'Abondance appartiennent au réseau Villes et Pays d'art et d'histoire. Le village-station de Samoëns possède ce même label depuis les années 80,.

### Musées
Six musées sont labellisés « musées de France » : le musée-château d'Annecy, le musée alpin de Chamonix, le musée Léon Marès de Lovagny, le musée de l'Albanais à Rumilly, le musée du Chablais à Thonon-les-Bains, le  musée des Vallées de Thônes.
Il y a un centre de culture scientifique, technique et industrielle (CCSTI), La Turbine, à Cran-Gevrier.
Le musée de la musique mécanique des Gets, créé en 1988 a accueilli plus de 36 000 visiteurs en 2021.

## Patrimoine architectural
Plusieurs édifices de Haute-Savoie ont été labellisés « Patrimoine du XXe siècle ». 
Parmi les grandes figures de l'architecture haut-savoyarde, il faut citer Maurice Novarina, de Thonon-les-Bains. 

## Art contemporain
Annecy possède cinq écoles supérieures d'art de la région conduisant au Diplôme National Supérieur d'Expression Plastique (DNSEP).
L’art contemporain s’expose dans plusieurs galeries d’Annecy, Évian-les-Bains et Thonon-les-Bains, dans différents lieux (musées, bibliothèque, MJC…) d’Annecy, à la Villa du Parc à Annemasse, au Centre culturel de Flaine.
Le musée des Granges de Servette (Douvaine-Chens-sur-Léman), expose une collection permanente de peintures et sculptures, s'enrichissant chaque année à la faveur d'une exposition temporaire (ouverture en juillet et août)
La fondation pour l'art contemporain de Claudine et Jean Marc Salomon mène une action de promotion de l’art contemporain à Annecy et au château d’Arenthon à Alex, en lien avec le MAMCO de Genève.
L’association "Acte1" est également un acteur du monde de l’art, dans les vallées de Thônes. L'association Art-logic fédère plus de 2000 artistes sur la région et organise régulièrement des expositions et des événementiels artistiques. D'autre part, des expositions temporaires ont lieu l’été à la chartreuse de Mélan à Taninges.

## Le livre et l'écrit
L’Agence Rhône-Alpes pour le livre et la documentation comptabilise une trentaine de librairies et autant de bibliothèques en Haute-Savoie.
De nombreux auteurs contemporains ont des attaches en Haute-Savoie : Jacques Ancet, John Berger, Michel Butor, Andrée Brunin, André Depraz, Roger Frison-Roche, Jean-Pierre Gandebeuf, Jean-Luc Hennig, Brigitte Hermann, Yves Hughes, Jean-Marc Lovay, Valère Novarina, Robert Piccamiglio, Francis Pornon, Anne Sauvy, Danièle Séraphin, Michelle Tourneur, Jean-Vincent Verdonnet, les auteurs de bande dessinée Félix Meynet et Céno (La Babole), et, pour la jeunesse, François Beiger, Yves Hughes, Capucine Mazille. À noter également, chez Hergé, des références fictives à la Haute-Savoie, notamment au début de l'album Tintin au Tibet avec la commune imaginaire de Vargèse, allusion synthétique probable à Saint-Gervais, Megève et Servoz, ne devant pas être confondue avec Vergèze dans le Gard.
La Haute-Savoie avait attiré quelques écrivains célèbres des XVIIIe et XIXe siècles notamment autour de l'éditeur François Buloz : Eugène Sue, Anna de Noailles....

## Création et arts vivants

### Formation
Le conservatoire d’Annecy est un des trois conservatoires nationaux de région de Rhône-Alpes.
Il y a une école municipale de musique et de danse agréée à Annemasse et à Seynod.

### Scènes
- Le centre culturel de Bonlieu, à Annecy est une des cinq scènes nationales de Rhône-Alpes. L'auditorium de Seynod constitue l'autre scène importante de l'agglomération annécienne avec le Brise Glace pour les musiques amplifiées.
- Dans l'agglomération annemassienne, Château-Rouge, centre culturel et "scène Rhône-Alpes", assure la création et diffusion des arts vivants (théâtre, danse, musique) et développe une programmation de qualité en direction du public français et genevois.
- L'Espace Maurice Novarina "Maison des arts", à Thonon-les-Bains est une scène importante de la Haute-Savoie.

## Cinéma
Annecy abrite la Cité de l'image en mouvement (CITIA) et, chaque année, elle accueille le Festival international du film d'animation (FIFA) organisé par le Centre international du cinéma d'animation (CICA).
Annecy accueille également un festival du film italien au début du mois d'octobre chaque année.
Pour le cinéma, voir la section pour l'ensemble de la région Savoie.

## Sources et références
1. 1 2  « Villes et Pays d'art et d'histoire », sur Site du réseau Villes et Pays d'art et d'histoire - vpah.culture.fr (consulté en avril 2014). Liste consultable ne format [PDF] dans l'onglet de droite.
2. ↑  Colette Gérôme, Histoire de Samoëns : Sept montagnes et des siècles, Les Marches, La Fontaine de Siloé, collection « Les Savoisiennes », 2004, 255 p. (ISBN 978-2-84206-274-3, lire en ligne), p. 250
3. ↑  « L'appellation Musée de France », Protections, labels et appellations, sur Site du Ministère de la culture - culturecommunication.gouv.fr, novembre 2012. Liste consultable ne format [PDF] dans l'onglet de droite.